# Ataraxia
Nezaměňovat se španělskou heavy/powermetalovou a progrockovou kapelou s podobným názvem Ataräxia.
Ataraxia (česky Ataraxie) je italská kapela založená v roce 1985 ve městě Modena. Lze ji zařadit do žánrů Dark Wave/neoklasik/neofolk.

## Diskografie
- Simphonia sine nomine (1994, Apollyon)
- Ad perpetuam rei memoriam (1994, Apollyon)
- La malédiction d’Ondine (1995, Energeia)
- The Moon Sang on the April Chair (1995, Apollyon)
- In amoris mortisque (1995, Apollyon, 10")
- Il fantasma dell’opera (1996, Avantgarde)
- Concerto no. 6: A Baroque Plaisanterie (1996, Apollyon)
- Historiae (1998, Cold Meat Industry)
- Orlando (1998, Prikosnovénie, Maxi-CD)
- Os cavaleiros do templo – Live in Portugal (1998, Symbiose, Live video a CD)
- Lost Atlantis (1999, Cold Meat Industry)
- Sueños (2001, Cold Meat Industry)
- A Calliope… Collection (2001, Future Insights)
- Mon seul désir (2002, Cold Meat Industry)
- Des paroles blanches (2003, Arkadyss, singl)
- Saphir (2004, Cold Meat Industry)
- Odos eis Ouranon (2005, Equilibrium Music)
- Arcana Eco (2005, Ark Records)
- Paris Spleen mit Madame Bistouri and Circuz KumP (2006, Cold Meat Industry)
- Kremasta nera (2007, Ark Records)
- Sous le blanc rosier (2007, Shadowplay, Best of)
- Oil on Canvas (2009)
- Llyr (2010, Prikosnovénie)
- Spasms (2013, Infinite Fog Productions)
- Wind At Mount Elo (2014, Ark Records)
- Ena (2015, Infinite Fog Productions)
- Deep Blue Firmament (2016, Sleaszy Rider Records)